# Epöl
Epöl là một thị trấn thuộc hạt Komárom-Esztergom, Hungary. Thị trấn này có diện tích 12,53 km², dân số năm 2010 là 622 người, mật độ 50 người/km².